# Jaroslav Foldyna

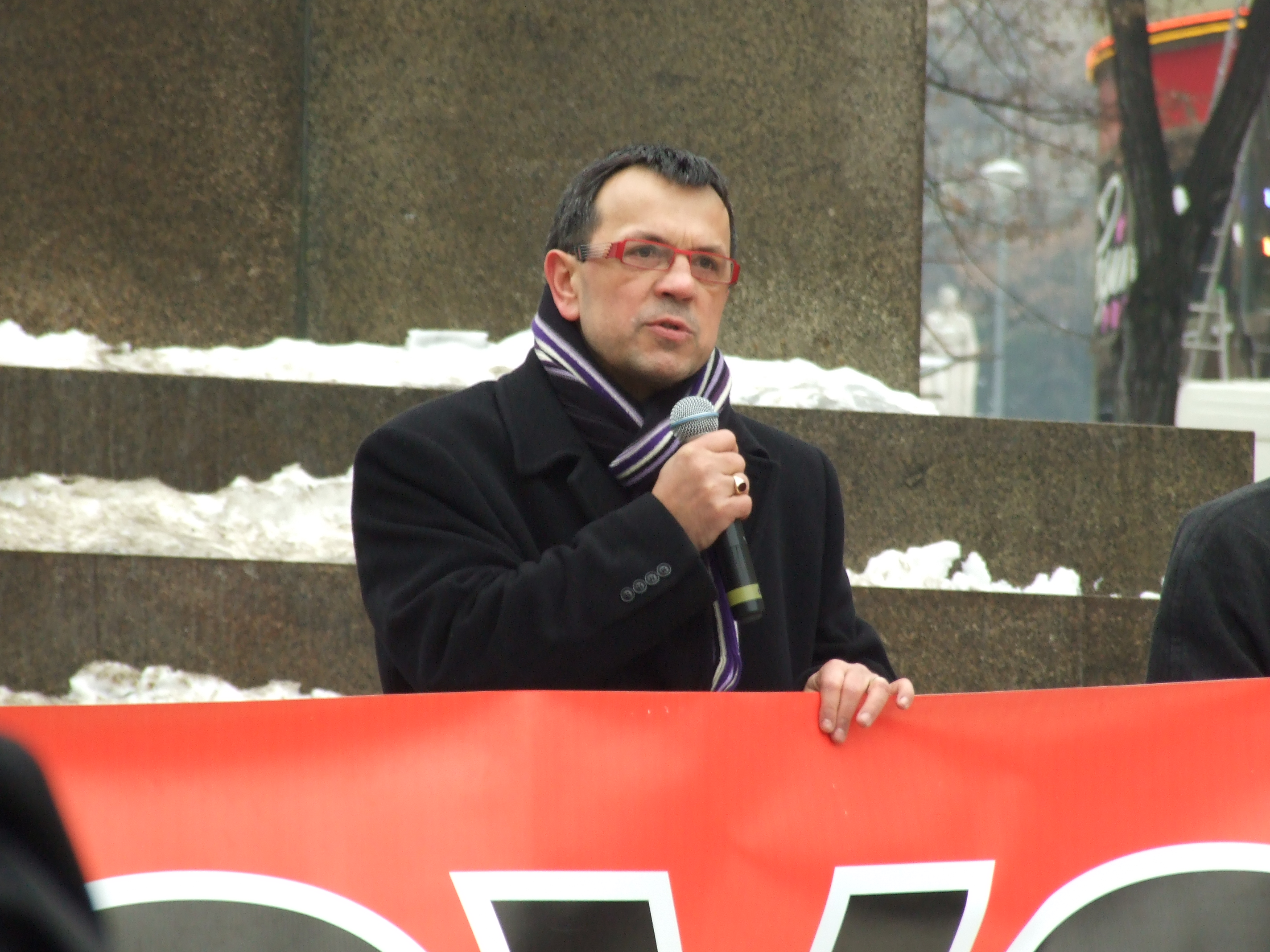
Jaroslav Foldyna spricht während einer Demonstration zur Unterstützung der Serben in Kosovo; Prager Neustadt, 17. Februar 2010

Jaroslav Foldyna (* 26. Juni 1960 in Česká Lípa) ist ein tschechischer Politiker aus der ČSSD und ist seit 2010 Abgeordneter im Abgeordnetenhaus des Parlaments der Tschechischen Republik.

## Werdegang
Als Schiffsmechaniker 1978 ausgebildet, legte Jaroslav Foldyna im Jahre 1987 die Staatsprüfung zum Binnenschiffer und Bordfunker ab.  2006 wurde er Student der christlich-orthodoxen Theologie an der Universität Prešov (Abteilung der Universität Olmütz).
Jaroslav Foldyna ist mit Blanka Foldynová verheiratet. Sie sind die Eltern einer Tochter. Einer ehemaligen Ehe entsprangen der Sohn Jaroslav (* 1983) und die Tochter Klára (* 1987).

## Tätigkeit
- 1978–91: in der tschechoslowakischen Schifffahrt in der Elbe und der Oder hat er sämtliche Dienste verrichtet, einschließlich Kapitän zweiter Klasse und Hafenlotse in Tetschen und Hamburg[1]
- 1991–94: Stadtverwaltung und Stadtpolizei Tetschen
- 1994–96: Privatunternehmer[1]

## Politische Laufbahn
- 1996–2000: Assistent des Abgeordneten Vladimír Laštůvka und des Senators Egon Lánský
- 2000–2004: In die Verwaltung der Aussiger Region gewählt, später stellvertretender Gouverneur, der zuständig für die Wirtschaft, Unternehmen, Verkehr und Umwelt war.
- 2003: Vertreter der Stadt Tetschin
- 2004: Erneut in die Verwaltung der Aussiger Region gewählt, Mitglied des Verkehrsausschusses
- 2005: Berater des Präsidenten des Wirtschaftsausschusses des Abgeordnetenhauses Josef Hojdar bis 2006
- 2008: Kandidat der ČSSD in der Regionalwahl für das Amt des Kreishauptmanns der Aussiger Region; wurde nicht gewählt
- seit 2010: Mitglied des Abgeordnetenhauses  der Aussiger Region[2]; 2013 wiedergewählt

## Außenpolitik

### Kosovo-Krise
Nachdem 2008 die das Kosovo beherrschenden Separatisten unilateral die Unabhängigkeit erklärt hatten, nahm Jaroslav Foldyna an einer Reihe von Demonstrationen gegen die Anerkennung der Unabhängigkeit der südserbischen Provinz teil.

### Annexion der Krim durch Russland
Jaroslav Foldyna kritisiert die Doppelmoral, die Tschechien nach seinen Worten für Kosovo und die Krim an den Tag lege.
Er hält den ehemaligen Außenminister Schwarzenberg für die heutige Schizophrenie in der tschechischen Außenpolitik für verantwortlich, zumal Letzterer weder dem Völkerrecht, noch der Resolution des Abgeordnetenhauses vom 6. Februar 2008 Rechnung trug, die von der Regierung die Nicht-Anerkennung der Unabhängigkeit forderte. Im ukrainischen Fall sei die Lage nicht schwarz-weiß, wie sie die tschechischen Medien und besonders das Fernsehen darzustellen suchen, so Foldyna.
In einem Interview warnte er vor einer möglichen künftigen Forderung der Ungarn zur Änderung der slowakischen Grenzen.

## Weiteres
Jaroslav Foldyna ist Mitglied des christlich-orthodoxen Ritterordens der Heiligen Konstantin und Helena (mit Sitz in Teplitz-Schönau).
2004 belegte Jaroslav Foldyna den dritten Platz im Negativpreis Grüne Perle, der von der Organisation Kinder der Erde vergeben wird, für seine Aussage: Ich scheue mich nicht zu behaupten, dass die Ökologen direkt für alles Schlimme, was auf unseren Straßen geschieht, verantwortlich sind. (tschechisch Nebojím se tvrdit, že jsou ekologové přímo zodpovědní za všechno špatné, co se děje na našich silnicích.)